# USS Hambleton (DD-455)
Эскадренный миноносец «Хэмбелтон» (англ. USS Hambleton (DD-455)) — американский эсминец типа Gleaves.
Заложен на верфи Federal Shipbuilding, Карни, Нью-Джерси 16 декабря 1940 года. Заводской номер: 196. Спущен 26 сентября 1941 года, вступил в строй 22 декабря 1941 года.
15 ноября 1944 года переклассифицирован в быстроходный тральщик DMS 20. С 16 января 1955 года снова эсминец DD 455.
Выведен в резерв 15 января 1955 года. Из ВМС США исключён 1 июня 1971 года.
Продан 22 ноября 1972 года фирме «Southern Scrap Material Co., LTD.», Новый Орлеан и разобран на слом.